# الإمبراطور إنغيو
الإمبراطور إنغيو (باليابانية: 允恭天皇 إنغيو تينو) هو الإمبراطور التاسع عشر في اليابان حسب قائمة أباطرة اليابان. لا يوجد أي تواريخ محددة عن فترة حياته أو حكمه. ولكن يعتقد أن فترة حكمه كانت في منتصف القرن الخامس الميلادي.